# Lovreća Sela
 Lovreća Sela  falu Horvátországban Krapina-Zagorje megyében. Közigazgatásilag Krapinske Toplicéhez tartozik.

## Fekvése
Zágrábtól 37 km-re, községközpontjától  4 km-re északnyugatra a Horvát Zagorje északnyugati részén fekszik.

## Története
A településnek 1857-ben 271, 1910-ben 488 lakosa volt. Trianonig Varasd vármegye Pregradai járásához tartozott. A településnek 2001-ben 239 lakosa volt.

## Nevezetességei
Szent György tiszteletére szentelt kápolnája. A kápolna Svetojurski Vrh (Szent György-hegy) nevű magaslaton áll. Egy régebbi fakápolna helyén épült, amelyről a 17. századból vannak feljegyzések. A kápolna alapvetően egy négyzet alakú hajóból, és egy kissé keskenyebb szentélyből áll, szűk apszissal, valamint a fő, oromzatos homlokzatba épített harangtoronnyal. Míg a zömök harangtorony a régebbi szakrális építmények tornyait utánozza, a belső tér barokk hatását kupolás mennyezet és boltíves diadalív kialakításával érték el. A kápolna 1770-es évekbeli késő barokk átépítése mai formájának stílusbeli meghatározó tényezője.

## Külső hivatkozások
- Krapinske Toplice község hivatalos oldala
- Krapinske Toplice turisztikai portálja